# László Csongrádi
László Csongrádi (Budapest, 5 de julio de 1959) es un deportista húngaro que compitió en esgrima, especialista en la modalidad de sable.
Participó en los Juegos Olímpicos de Seúl 1988, obteniendo una medalla de oro en la prueba por equipos. Ganó una medalla de plata en el Campeonato Mundial de Esgrima de 1990.

## Palmarés internacional
| Juegos Olímpicos   | Juegos Olímpicos     | Juegos Olímpicos | Juegos Olímpicos  |
| Año                | Lugar                | Medalla          | Prueba            |
| ------------------ | -------------------- | ---------------- | ----------------- |
| 1988               | Seúl (Corea del Sur) | Medalla de oro   | Sable por equipos |
| Campeonato Mundial |                      |                  |                   |
| Año                | Lugar                | Medalla          | Prueba            |
| 1990               | Lyon (Francia)       | Medalla de plata | Sable por equipos |